# Обережно — Василько!
«Обережно — Василько!» — радянський дитячий художній фільм 1985 року, знятий режисером Едуардом Гавриловим на Кіностудія ім. М. Горького

## Сюжет
Кіноповість для дітей. Шестирічний Василько пішов у так званий «нульовий клас». Він готовий до цього, але його непокоїть одне: чи буде в школі «все насправді» або, як у дитячому садку, «все навмисне». На важку, нестандартну дитину відразу звернув увагу директор школи. Але опанувати дисципліну по-справжньому Василькові допоміг дорослий друг, у будинку якого влітку відпочивала родина хлопчика. А ще після його смерті зник токарний верстат — єдине, що залишилося у Василька на згадку про діда. І Василько вирушив на його пошуки.

## У ролях
- Ілля Тюрін — Василько
- Георгій Бурков — В'ячеслав Тимофійович, директор школи
- Олег Єфремов — Микола Іванович
- Олена Борзова — мати Василька
- Анастасія Проханова — Оля, подруга Василька
- Сергій Проханов — шофер Аркадій
- Інна Ульянова — Олена Михайлівна, вихователька
- Тетяна Божок — Ольга Іванівна, класний керівник
- Ольга Високолян — Надя
- Микола Скоробогатов — дядько Льоша, друг та колега Миколи Івановича
- Спартак Мішулін — вчитель фізики
- Василь Бургман — сільський хлопчик
- Володимир Думчев — сільський хлопчик
- Єгор Думчев — сільський хлопчик
- Валентин Зубарєв — епізод
- Марія Виноградова — бабуся Наді
- Юрій Сорокін  — директор професійного училища
- Станіслав Коренєв — головний агроном радгоспу
- Юрій Заєв — виконроб на будівництві
- Володимир Скляров — Коля, приятель Аркадія
- Віктор Семенов — епізод
- Марія Піскунова — епізод
- Світлана Степченко — вокал
- Олег Анофрієв — вокал

## Знімальна група
- Режисер — Едуард Гаврилов
- Сценарист — Ольга Сидельникова
- Оператор — Інна Зараф'ян
- Композитор — Анна Ікрамова
- Художник — Євген Штапенко